# Écluse de Sauzens
L'écluse de Sauzens est une écluse à chambre unique du canal du Midi. Construite vers 1674, elle se trouve à 79 km de Toulouse à 127 m d'altitude. Les écluses adjacentes sont l'écluse de Bram à l'est et l'écluse de Villepinte, à l'ouest.
Elle est située sur la commune de Bram dans le département de l'Aude en région Occitanie.